# Paul Haslinger
Paul Haslinger (Linz, 11 dicembre 1962) è un compositore e tastierista austriaco.
Viene ricordato per essere stato membro dei Tangerine Dream durante la seconda metà degli anni ottanta nonché l'autore di numerose colonne sonore di film, serie televisive e videogiochi.

## Biografia
Dopo aver studiato musica classica all'università, divenne membro dei Tangerine Dream nel 1986 pubblicando Underwater Sunlight. Con la formazione tedesca incise le colonne sonore di Il buio si avvicina (1987), Soluzione finale e Canyon Dreams che venne nominata ai Grammy Award. A partire dal 1991, anno in cui abbandonò i Tangerine Dream, Haslinger intraprese una carriera solista che lo ha visto cimentarsi nella composizione di numerose colonne sonore e di quattro album in studio.
Ha collaborato con numerosi artisti quali Jon Hassell, Lustmord, Lightwave e Sussan Deyhim.

## Discografia

### Album in studio

#### Album solisti
- Future Primitive - 1994
- World Without Rules - 1996
- Hidden - 1996 (attribuito a Coma Vi®us)
- Score - 1999

#### Album pubblicati con i Tangerine Dream
- Underwater Sunlight - 1986
- Zoning - 1987 (colonna sonora)
- Tyger - 1987
- Three O'Clock High - 1987 (colonna sonora)
- Dead Solid Perfect - 1988 (colonna sonora)
- Shy People - 1988 (colonna sonora)
- Near Dark - 1988 (colonna sonora)
- Livemiles - 1988
- Optical Race - 1988
- Destination Berlin - 1989
- Lily on the Beach - 1989
- Miracle Mile - 1989 (colonna sonora)
- Melrose - 1990
- Canyon Dreams - 1991 (colonna sonora)
- L'Affaire Wallraff (The Man Inside) - 1991 (colonna sonora)
- Deadly Care - 1992
- Catch Me If You Can - 1994 (colonna sonora)
- East - 2004
- Vault IV - 2005 (antologia)

## Filmografia

### Colonne sonore
Lista includente solo le colonne sonore pubblicate e includenti soprattutto brani di Haslinger.

#### Cinema
- Planetary Traveler, regia di Jan Nickman (1997)
- Blue Crush, regia di John Stockwell (2002)
- Underworld, regia di Len Wiseman (2003)
- Turistas, regia di John Stockwell (2006)
- Vacancy, regia di Nimród Antal (2007)
- Shoot 'Em Up - Spara o muori! (Shoot 'Em Up), regia di Michael Davis (2007)
- Death Race, regia di Paul W. S. Anderson (2008)
- Legittima offesa - While She Was Out (While She Was Out), regia di Susan Montford (2008)
- Underworld - La ribellione dei Lycans (Underworld: Rise of the Lycans), regia di Patrick Tatopoulos (2009)
- Takers, regia di John Luessenhop (2010)
- I tre moschettieri (The Three Musketeers), regia di Paul W. S. Anderson (2011)
- Underworld - Il risveglio (Underworld: Awakening), regia di Måns Mårlind e Björn Stein (2012)
- In the Blood, regia di John Stockwell (2014)[4]
- Ossessione omicida (No Good Deed), regia di Sam Miller (2014)[5]
- Resident Evil: The Final Chapter, regia di Paul W. S. Anderson (2016)
- Monster Hunter, regia di Paul W. S. Anderson (2020)

#### Televisione
- Sleeper Cell – serie TV, 18 episodi (2005-2006)[6]
- Halt and Catch Fire – serie TV, 40 episodi (2014-2017)

## Videogiochi
- Far Cry Instincts: Predator - 2006[7]
- Tom Clancy's Rainbow Six: Vegas - 2006
- Need for Speed: Undercover - 2008
- X-Men le origini - Wolverine - 2009[8]
- Tom Clancy's Rainbow Six Siege - 2015